# Homalodisca hambletoni
Homalodisca hambletoni är en insektsart som beskrevs av Young 1968. Homalodisca hambletoni ingår i släktet Homalodisca och familjen dvärgstritar. Inga underarter finns listade i Catalogue of Life.